# Tepehues
|  | No s'ha de confondre amb tepehuans. |

Els tepehues (tepehua h'masipini) són un dels pobles indígenes de Mèxic que viuen als estats d'Hidalgo, Veracruz i Puebla. Parlen el tepehua, una llengua de la família totonaca. El seu autònim és h'masipini, que vol dir "els amos del turó". No tenen cap relació lingüística amb els tepehuans, tot i la similitud dels noms.

## Ubicació
El territori tepehua cobreix una àrea estreta i altres vessants orientals de Sierra Madre Oriental, tot Mecapalape a l'estat de Puebla i Veracruz, al nord-oest. Els seus tres principals centres són Tlachichilco, Pisa Flores i Huehuetla. Segons el cens de 2000 hi havia uns 16.051 individus, dels quals uns 8.700 parlaven la llengua ameríndia.

## Costums
La seva cultura i vestimenta és similar a la dels seus familiars totonaques i dels seus veïns occidentals nahua i otomís. Això es tradueix en les formes de xamanisme (el paper dels esperits) i les cerimònies dels "Voladors".
Els tepehues són agricultors. La seva terra és força apta pel conreu, ja que és rica en cursos d'aigua i les pluges són abundants. Conreen blat de moro, fesol, xili, patates, llavors de sèsam, llenties, cafè i canya de sucre. També es dediquen a la cacera i la pesca. També destaquen en la ceràmica, tèxtil i cistelleria, però sovint se'n van a la recerca de treball arreu de Mèxic.